# Olmo
Olmo är en kommun i departementet Haute-Corse på ön Korsika i Frankrike. Kommunen ligger i kantonen Alto-di-Casaconi som tillhör arrondissementet Corte. År 2022 hade Olmo 139 invånare.

## Befolkningsutveckling
Antalet invånare i kommunen Olmo
Referens:INSEE